# Municipio Jilotepec (México)
Koordinaten: 19° 57′ N, 99° 32′ W
Jilotepec ist ein Municipio im mexikanischen Bundesstaat México. Der Sitz des Municipios und dessen größter Ort ist Jilotepec de Molina Enríquez. Die nächstgrößeren Orte im Municipio sind Las Huertas, San Pablo Huantepec, Canalejas und San Miguel de la Victoria.
Die Gemeinde hatte im Jahr 2010 83.755 Einwohner, ihre Fläche beträgt 587,9 km². Ein Großteil der Fläche wird landwirtschaftlich genutzt.

## Geographie
Jilotepec liegt im Norden des Bundesstaates México, etwa auf halber Strecke zwischen Mexiko-Stadt und Santiago de Querétaro.
Das Municipio Jilotepec grenzt an die Municipios Polotitlán, Soyaniquilpan de Juárez, Chapa de Mota, Timilpan und Aculco sowie an den Bundesstaat Hidalgo.